# Flächenstilllegung

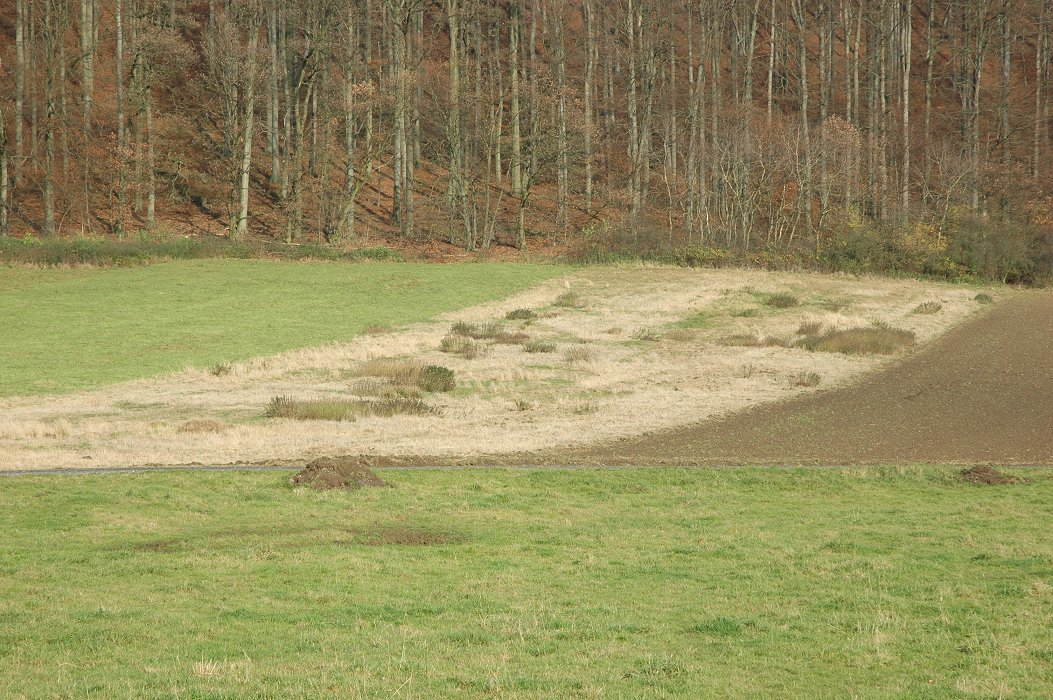
Durch Flächenstilllegung entstandene Brache und Grünland

Die Flächenstilllegung ist ein agrarpolitisches Instrument, um beispielsweise die Menge landwirtschaftlicher Produkte auf dem Markt zu steuern. Zweck der Flächenstilllegung ist die marktentlastende Reduzierung der Nahrungs- und Futtermittelerzeugung.  Diese Lenkungsmaßnahme wurde in der Europäischen Union (EU) Ende der 1980er Jahre im Rahmen der Gemeinsamen Agrarpolitik (GAP) eingeführt, um die damalige landwirtschaftliche Überproduktion zu begrenzen. Durch Prämienzahlungen wurden die Agrarbetriebe motiviert, einzelne Flächen aus der Nahrungsmittelproduktion zu nehmen. In der Folge einer verstärkten Nachfrage nach Agrarprodukten wurde diese Form der Flächenstilllegung (englisch set-aside) in der EU im Jahr 2009 abgeschafft.

## Geschichte
Die Flächenstilllegung, mit deren Einführung vor allem der Anbau von Getreide in der EU begrenzt werden sollte, war erstmals 1988/89 auf freiwilliger Basis eingeführt worden. Nach der McSharry-Reform des Jahres 1992, die die flächengebundenen Ausgleichszahlungen einführte, wurde die Flächenstilllegung obligatorisch. Die unter die Regelung fallenden Landwirte mussten einen bestimmten Prozentsatz ihrer Flächen stilllegen, um die Direktzahlungen zu erhalten. So wurde für das Anbaujahr 1993/94 ein Stilllegungssatz von 15 % festgelegt, der aber jährlich den Markt- und Preisentwicklungen angepasst werden konnte. Ausgenommen von den Stilllegungsverpflichtungen waren sogenannte Kleinerzeuger, deren Anbaufläche eine bestimmte Grenze nicht überstieg.
Anfänglich wurde der Satz der obligatorischen Stilllegung jährlich festgelegt, im Wirtschaftsjahr 1999/2000 wurde sie dann zur Vereinfachung dauerhaft auf 10 % festgelegt. Für das Anbaujahr 2004/05 wurde sie auf 5 % gesenkt, um dann im Jahr 2005 im Rahmen der Luxemburger Beschlüsse in regional unterschiedliche Stilllegungssätze überführt zu werden. Mit der Umsetzung der Luxemburger Beschlüsse wurde auch die Referenzfläche zur Bestimmung der Stilllegungsfläche geändert. Wurde früher die Getreide- und Ölsaatenfläche zur Berechnung der betriebsindividuellen Stilllegungsflächen herangezogen, ist mit den Beschlüssen der Agrarreform (Mid-Term-Review) die Berechnung auf Basis der gesamten Ackerfläche etabliert. Dies führt in den Ackerbauregionen mit hohen Gemüse-, Kartoffel- und Zuckerrübenanteil zu einer erheblichen Ausdehnung der Stilllegungsflächen in den Jahren 2005/06.
Da im Nachhinein die ökologische Bedeutung dieser Flächen erkannt wurde, ergaben sich neue Gründe und Möglichkeiten im Rahmen der Stilllegungen. Zudem gab es verstärkte Forderungen nach Ersatzmaßnahmen wie der Einrichtung von ökologischen Vorrangflächen.
Für 2023 war für die EU eine Verdopplung der ökologischen Flächenstilllegung vorgesehen; diese wurde angesichts der Situation seit dem Beginn des russischen Überfalls auf die Ukraine (24. Februar 2022) um ein Jahr verschoben. Am 31. Januar 2024 verlängerte die EU-Kommission die 2023 erlassene Ausnahmeregelung für die Flächenstilllegung für das Jahr 2024. Voraussetzung ist, dass die Bauern auf 7 Prozent ihres Ackerlands stickstoffbindende Pflanzen wie Linsen, Erbsen oder andere Hülsenfrüchtler anbauen oder dass sie Zwischenfrüchte pflanzen. Diese können als Tierfutter oder als Gründünger genutzt werden können. Die EU-Mitgliedsstaaten müssen die Ausnahme von der Flächenstilllegung in Brüssel beantragen. Zuvor hatten französische Bauern an vielen Orten in Frankreich protestiert und Straßen sowie Autobahnen blockiert.

## Verschiedene Formen der Flächenstilllegung

### Konjunkturelle, jährliche Stilllegung
Bei der obligatorischen Stilllegung müssen die Landwirte einen Teil ihrer Ackerflächen stilllegen, damit sie Direktzahlungen im Rahmen der Agrarförderung ausgezahlt bekommen können. Im Erntejahr 2008 war diese erstmals ausgesetzt und wurde zum Erntejahr 2009 abgeschafft. Darüber hinaus können Landwirte unter Einhaltung der Cross-Compliance-Regelungen freiwillig Flächen stilllegen, wobei diese im ordnungsgemäßen Zustand erhalten werden müssen. Dies bedeutet bei Ackerland nach dem 15. Juni mindestens einmal jährliches Mulchen und beim Grünland entweder ebenso einmal jährliches Mulchen oder alle zwei Jahre das Abfahren des Ernteguts.

### Langfristige Stilllegung
Bis 1996 gab es die Möglichkeit der Stilllegung von Ackerflächen für fünf Jahre. Darüber hinaus existieren langjährige bzw. endgültige Stilllegungen aus ökologischen Gründen, aufgrund des Naturschutzes oder in Verbindung mit Erstaufforstungen.

## Nutzung der stillgelegten Flächen

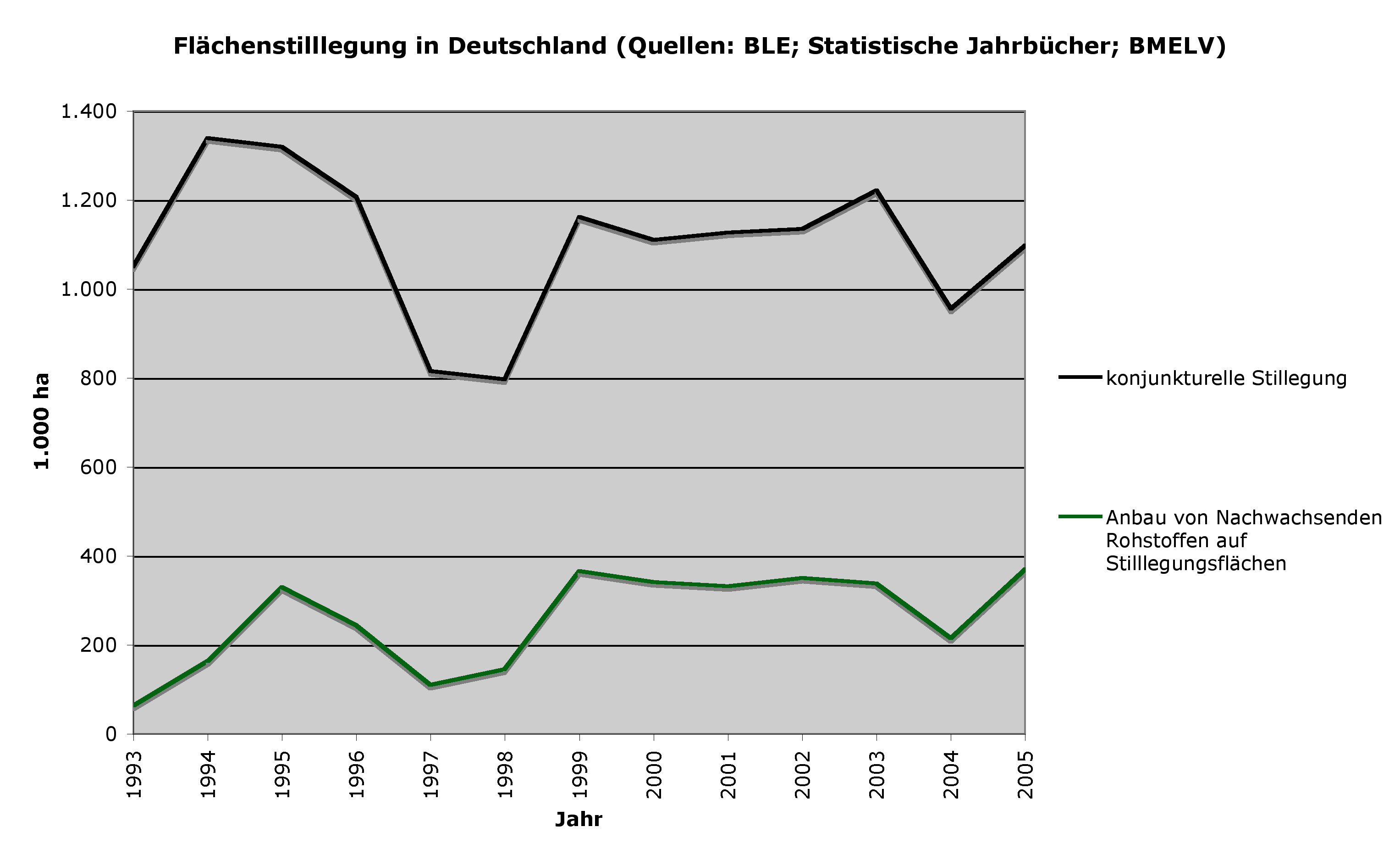
Flächenstilllegung in Deutschland 1993–2005

Mit der Verabschiedung der obligatorischen Flächenstilllegung im Jahr 1992 wurde auch festgelegt, dass auf Stilllegungsflächen Nachwachsenden Rohstoffe (Nawaro) angebaut werden dürfen. Damit die Erzeugnisse von stillgelegten Flächen auch wirklich ausschließlich im Nicht-Lebensmittel-Bereich eingesetzt werden, mussten die Landwirte eine Reihe von Nachweisen (Meldungen, Anbauverträge, Kautionen usw.) bei der Bundesanstalt für Landwirtschaft und Ernährung (BLE) erbringen. Hierbei entstanden erhebliche Transaktionskosten. Auch die Beschlüsse im Bereich der Agrarreform (Mid-Term-Review) haben den Anbau von nachwachsenden Rohstoffen auf Stilllegungsflächen bestätigt.
Die Flächenentwicklung in Deutschland zeigt für die Jahre 1993 bis 2005, dass nur ein Teil kultiviert wurde. In der EU war 2007 eine Fläche von 3,8 Mio. ha obligatorisch stillgelegt.

## Abschaffung der obligatorischen Flächenstilllegung
Im Jahr 2007 waren die Preise für Agrarrohstoffe massiv angestiegen. Ursache waren unter anderem die gestiegene Getreidenachfrage durch den Ausbau der Bioethanolproduktion, aber auch die geringen Vorräte, Ernteausfälle und andere Gründe. Aufgrund der stark gestiegenen Getreidenachfrage im Jahr 2007 und des damit verbundenen massiven Anstiegs der Preise für Agrarrohstoffe wurde die obligatorische Flächenstilllegung in der EU für 2008 zunächst ausgesetzt. Im Rahmen des Gesundheitschecks (Health Check) der Gemeinsamen Europäischen Agrarpolitik wurde sie schließlich  zum Jahr 2009 abgeschafft und die damit verbundenen Zahlungsansprüche wurden in normale umgewandelt. Wegen der auch zukünftig erwarteten hohen Agrarpreise wird keine weitere Notwendigkeit der Flächenstilllegung mehr gesehen.
Damit sind die Landwirte jedoch nicht verpflichtet, ihre brachliegenden Flächen zu kultivieren. Auch für diese Flächen gelten die Cross-Compliance-Regelungen. Bei hohem Agrarpreis-Niveau kann damit gerechnet werden, dass nur auf Grenzstandorten freiwillige Flächenstilllegung betrieben wird. Somit rechnete die Europäische Kommission damit, dass nach Abschaffung der Stilllegung 1,6 bis 2,9 Millionen Hektar wieder in die Erzeugung genommen würden. In Deutschland halbierte sich 2008 die Stilllegungsfläche.

## Lebensraum Brache
Der durch diese Regelung geschaffene Lebensraum Brache zeigte aber auch eine Reihe von ökologischen Vorteilen für die Umwelt. Bei langjähriger Stilllegung kann es z. B. zu einer Entlastung der Ökosysteme durch Verringerung der Austräge von Düngemitteln und Pestiziden kommen. Ebenso können sich auf den mehrjährigen Stilllegungsflächen (Ackerbrachen) neue (extensivere) Biotope bilden. Soweit keine Pflanzenarten angesät werden, entwickeln sich zunächst meist einjährige Ackerunkräuter und nach wenigen Jahren setzen sich Arten der Ruderalfluren durch. Zudem bilden die Stilllegungsflächen Rückzugsgebiete für verschiedene Wildtiere. Außerdem gibt es andere ökologische Maßnahmen wie das Ackerrandstreifenprogramm.